# Marcelo R. Ceberio
Marcelo Rodríguez Ceberio (Santos Lugares, Buenos Aires, Argentina; 1 de abril de 1957) es un psicólogo argentino. Es conocido como terapeuta sistémico, autor de numerosos libros y artículos, investigación en ciencias sociales y neurociencias y como cofundador de la Escuela Sistémica Argentina. 

## Biografía
Marcelo Rodríguez Ceberio, nació en el año 1957 en el pueblo de Santos Lugares en el seno de una familia de clase media. Más allá de su inclinación por las artes plásticas y de su temprano estudio del teatro de la mano de su padre, con quien trabajó vendiendo en la calle desde pequeño, inició la carrera de Psicología en 1975, en los prolegómenos de los que fue el período más difícil de la historia Argentina: la implantación del régimen militar.
A los 18 años ingresó a la Universidad Kennedy y paralelamente a la carrera estudió Psicoanálisis freudiano en diferentes grupos de estudio y se formó en el Psicodiagnóstico de Rorschach.
Culminó su licenciatura en 1980, mientras trabajaba de operario en una fábrica de caucho, y comenzó su actividad profesional trabajando en Psicoterapia, pericias psiquiátricas y aunque ya como alumno, inició la carrera docente en la cátedra de Rorschach en la Facultad que lo vio recibirse. Pero el modelo psicoanalítico no calzaba con su estilo personal, es así, que por dos años completó su formación en Gestalt.
En el año 1985, Ceberio decide trasladarse a España para realizar su primer doctorado en Psicología de la Universidad de Barcelona y el curso superior en Dirección de Psicodrama en la Escuela de Psicoanálisis y Psicodrama de la misma ciudad. En 1986, viajó a Trieste (Italia), donde desarrolló su tesis de investigación y coordinó el grupo de voluntarios de la experiencia de Desinstitucionalización Psiquiátrica, liderada por Franco Basaglia.
De vuelta en Bs. As., continuó investigando sobre la temática psiquiátrica manicomial y retornó al trabajo clínico y de docencia universitario. Escribió los primeros textos y artículos sobre Rorschach y el modelo sistémico. Pero la experiencia de Trieste lo había marcado: la vivencia del trabajo comunitario con familias en sus propios domicilios, lo llevó a ingresar en un modelo que lo llevara a entender el fenómeno complejo de una manera más acertada.

## Los estudios sistémicos
La formación en epistemología y clínica sistémica fue desarrollada entre los años 1987 hasta el 1996 en principio en el Glendale Humanistic Institute (Los Ángeles, USA); Estudia la especialidad del modelo breve mediante residencias y trainning intensivos en el prestigioso Mental Research Institute (MRI) de Palo Alto -instituto del cual es representante para la Argentina y docente de los cursos para hispano parlantes- de la mano de John Weakland y con Paul Watzlawick con quien estableció una gran amistad personal y profesional; También realizó cursos intensivos en Instituto Minuchin for the Family (New York. USA.); y, por último, con Juan Luis Linares en la Escuela de Terapia Familiar del Hospital San Pau de Barcelona.
En esos años, realizó los cursos de su segundo doctorado en la Universidad Kennedy, tesis final que presentó en 1994 con la máxima calificación de sobresaliente felicitado. En los finales de ese mismo año, viajó a radicarse en Barcelona temporalmente para la presentación de la tesis doctoral de su primer Doctorado que venía trabajando hacía 9 años. En forma simultánea, fue becado para un programa acelerado de los cursos del máster en Terapia Familiar de la Universidad Autónoma de Barcelona y la presentación de la tesis del mismo máster. Ambas defensas, fueron exitosas obteniendo el segundo doctorado y el máster con las máximas calificaciones.
En el año 1996, es becado por el Instituto de cooperación iberoamericano, para trabajar en investigación en la Universidad del País Vasco, donde también ejerció la docencia. Fue por esos años, además, supervisor del servicio de psicopatología del Hospital Pirovano y el Cenareso y trabajó en numerosas investigaciones. A posteriori, realizó el máster en Psicoinmunoendocrinología (PINE) en la Universidad Favaloro de Argentina, presentando y aprobando su tesis el año 2011 y en ese mismo año en la Universidad de Buenos Aires realiza su tercer doctorado, haciendo su defensa oral en el 2018 aprobándolo con la máxima calificación. En el 2020 culmina su posdoctorado en Psicología en investigación científica de revisión. Actualmente estudia Lic. en educación en la UFLO universidad.
Ceberio ejerció y ejerce docencia en diferentes Universidades e institutos de psicoterapia de Argentina y de Latinoamérica, Europa y USA. Actualmente dicta diferentes seminarios como profesor invitado en diversos países como Chile, Bolivia, Paraguay, Brasil, Colombia, Perú, México, Uruguay, Estados Unidos, España, Suiza, Italia, entre otros. Codirigió la Facultad de Psicología de la Universidad Maimónides y fue vicedecano de la Universidad Kennedy, y profesor titular de la Universidad Kennedy, Maimónides, Belgrano, Universidad Católica de Santa Fe, Del Salvador, de Flores, Del Aconcagua, entre otras, dictando Neurociencias, Clínica de familia y pareja, Familia y sistemas sociales, Psicopatología. En 1996 funda con Horacio Serebrinsky, la Escuela Sistémica Argentina (ESA), institución de relevancia en la formación e investigación en ciencias sistémicas. Dirige y crea el doctorado de la Universidad de Flores con mención en Neurociencias, modelo sistémico y cognitivo. Dirige a su vez, el Lincs (Laboratorio de investigación en Neurociencias y Ciencias sociales).
Fue editor asociado de la revista Perspectivas sistémicas y miembro de comités científicos de diversas revistas científicas, además de haber compartido la dirección con Paul Watzlawick de la colección “Interacciones, epistemología y clínica sistémica, de la editorial española Herder.
Ceberio ha publicado más de un centenar de artículos en revistas especializadas y capítulos de libros y tiene más de 40 libros publicados, algunos en coautoría con Paul Watzlawick y Juan Linares.

## Títulos
- Lic. en Psicología (Univ. Kennedy. Argentina. 1981).
- Dr. en Psicología (Univ. Kennedy. Argentina. 1994).
- Dr. en Psicología (Univ. de Barcelona. España. 1995).
- Máster en Terapia Familiar (Univ. Autónoma de Barcelona. España. 1995).
- Especialista en Terapia breve (MRI. Mental Research Institute. Palo Alto. Estados Unidos. 1992/93/94/95/96).
- Máster en Psicoinmunoneuroendocrinología (Universidad Favaloro. 2011).
- Dr. Universidad de Buenos Aires (Universidad de Buenos Aires. 2018).
- Posdoctor en Psicología en investigación científica de revisión (UFLO Universidad, 2020)
- Lic. Educación (UFLO Universidad, 2022)
- Dr. honoris causa (Universidad libre de Costa Rica, 2023)
- Dr. honoris causa (Universidad del Aconcagua, 2024)

## Especialidades de posgrado
- Formación Psicoanalítica. Grupos de estudio (Bs. As. Argentina 1975/79)
- Formación en Terapia Gestáltica: Cursos particulares (Bs. As. Argentina 1981/1983).
- Dirección de Psicodrama. Escuela de Psicodrama y Psicoanálisis de Barcelona (España. 1985/86).
- Formación Sistémica: Talleres en el Glendale Humanistic Psychological Center and California "Satir" Intercultural self-steen Network.(USA. 1988/92)
- Formación Sistémica. Modelo de Terapia Breve. Residencias y training intensivos en el Mental Research Institute (Palo Alto. USA. 1992 al 96/01/04)
- Formación en E.M.R.D.: training con Francine Shapiro. Nivel I y II. (Palo Alto USA.1994)
- Formación Sistémica: Cursos intensivos en Instituto Minuchin for the Family (New York. USA. 1995/96)
- Formación Sistémica: Escuela de Terapia Familiar. Hospital San Pau. Univ. Autónoma de Barcelona (Barcelona. España. 1993/96).
- Formación en Neurociencias: 1.º año de doctorado en Universidad Maimónides (2006).
- Formación en Psicoinmunoneuroendocrinología (Univ. Favaloro. 2011)

## Premios, becas y reconocimientos
- Beca ad honorem. Barcelona. España. Instituto de Cooperación Iberoamericana. 1985.
- Beca, Residencia en Salud Mental. Trieste. Italia. Servicios de Salud Mental de Trieste. Italia. 1986.
- Premio (2.º puesto). Artículo sobre la violencia en el mundo actual. Bs. As. Universidad Kennedy. 1994.
- Beca. Residencia en el Mental Research Institute (MRI). Palo Alto. 1994/1995.
- Beca. Máster en Terapia Familiar. Barcelona. España. Escuela de terapia familiar del hospital de Sant Pau de Barcelona. Universidad Autónoma. 1995.
- Beca. Trabajo de investigación. San Sebastián. España. Instituto de cooperación iberoamericana. 1996.
- Beca. Trabajo de investigación. Bs. As. Universidad Kennedy. 1998.
- Premio MRI (Mental Research Institute). Palo Alto USA. 2001.
- Beca. Investigación sobre Respuestas populares en el Rorschach. 2004.
- Diploma de Honor a la trayectoria académica. Bs. As. Universidad Maimónides. 2004.
- Medalla de reconocimiento académico. Univ. Kennedy. 2009.
- Premio al reconocimiento académico. Universidad de Tijuana. 2010.
- Premio Global award for excellence in helth, education IOCIM. 2010.
- Premio a la trayectoria professional. Universidad Kennedy. 2013.
- Embajador general honorario (ADMIR) American Diplomatic Mission International Relation. 2013.

## Publicaciones

### Libros
- Libro: “¿Qué puede ser esto?. La Técnica de Rorschach. Clasificación e interpretación” Tomo l, (ECUA. 1992).
- Libro: “¿Qué puede ser esto?. La Técnica de Rorschach. Clasificación e interpretación” Tomo ll (ECUA. 1993).
- Libro: “Locura, segregación y Desinstitucionalización”. (PUB. 1996).
- Libro: “La técnica de Rorschach: Fenómenos especiales” (ECUA. 1996).
- Libro: “El diagnostico clínico en el Rorschach”. En colaboración con otros autores. (ECUA. 1996).
- Libro: “La construcción del universo. Conceptos introductorios y reflexiones sobre epistemología, Constructivismo y pensamiento sistémico”. Con Paul Watzlawick. (Herder. 1998/2004).
- Libro: “¿Qué puede ser esto?. La Técnica de Rorschach: introducción y administración” (ECUA. 1999).
- Libro: “Cómo clasificar el Rorschach. Explicación, ejemplos y significados psicológicos de las áreas de evaluación”. (ECUA. 1999).
- Libro: “Evaluando el Psicodiagnóstico de Rorschach. Análisis y significación de los Cómputos, Secuencia, Defensas e Inteligencia” (ECUA. 2000).
- Libro: “La interpretación del Rorschach. Aspectos cualitativos y cuantitativos del informe final”. (ECUA. 2000).
- Libro: “Locura, marginación y libertad. Un análisis crítico del enfermo mental y el manicomio, su segregación social y la posibilidad de cambio”. (Con Juan L. Linares. ECUA. 2000).
- Libro: “Quien soy y de donde vengo. El Genograma. Un viaje a través del tiempo en las interacciones y en los juegos familiares”. (Edit. Tres Haches. 2004 1.ª edición)
- Libro: “Ser y hacer en terapia sistémica. La formación del estilo terapéutico”. Con Juan Linares. (Paidós. 2005)
- Libro: “La buena comunicación. Las posibilidades de la interacción humana”. (Paidós. 2006).
- Libro: “Cuerpo, espacio y movimiento en psicoterapia. El cuerpo del terapeuta como herramienta de intervención” (2009. Edit. TESEO).
- Libro: “La nave de los locos. La locura a través de los siglos” (TESEO 2010).
- Libro: “Ficciones de la realidad, realidades de la ficción. Estrategias de la comunicación humana.” Con Paul Watzlawick- (Paidós. 2008).
- Libro: Si quieres ver aprende a actuar. Las prescripciones de comportamiento en terapia Sistémica. Con Paul Watzlawick. (TESEO. 2010)
- Libro: “Terapia familiar desde Iberoamérica” (compilación y autor con Juan Luis Linares y Raul Medina. (Tres Haches. 2007)
- Libro: “Quien soy y de donde vengo. El genograma”. (Psicolibro 2011. 2º edición)
- Libro: “Dentro y fuera de la caja negra. Desarrollos del modelo sistémico”. (Psicolibro 2011)
- Libro: “Si quieres ver aprende a actuar. Prescripciones de tareas en psicoterapia”.Con Paul Watzlawick. (Psicolibro. 2011)
- Libro: “El cielo puede esperar. La 4º edad: ser anciano en el siglo XXI (Morata. 2013)
- Libro: “Cenicientas y patitos feos. De la desvalorización personal a la buena autoestima” (Herder. 2013)
- Libro: “También los superhéroes van a terapia”. (Herder. 2013)
- Libro: “En busca de la ciencias de la mente. Con Bernardo Kerman. (UFLO 2014) (compilador y autor)
- Libro: “Guía para padres de adolescentes” (Ediciones B. 2015)
- Libro: “Manual de Terapia sistémica breve”. Co-compilador y autor con Felipe García (Ed. Ril 2016)
- Libro: Constructivismo y Construccionismo social. Coautor con Ricardo Celis. Ed. El manual moderno. 2016)
- Los Juegos del mal amor. Juegos de la comunicación que destruyen parejas (Ediciones B. 2017)
- Libro: “Te cuento un cuento. El arte de las metáforas y cuentos como recurso terapéutico”. (Herder. 2018)
- Libro: “Estrategias creativas en Terapia breve”. Co-compilador y autor con Felipe García. (RIL. 2018)
- Libro: “Paul Watzlawick: en búsqueda del cambio. Historia de vida, mentores y teorías del maestro de las terapia breve”. (Herder. 2018)
- Libro: “El Genograma. Un viaje por las interacciones y juegos familiares”. 3º Edición (Editorial Morata. 2018)
- Libro: “Que digo cuando digo. De los malos entendidos a la buena comunicación”. Ediciones B. (2019)
- Libro: “Los Barbijos emocionales” (Akadia. 2020)
- Libro: “Cuando duele el amor. Historias de parejas en terapia” (Herder, 2022)
- Libro: “Tener miedo al ataque de pánico. Lo que debes saber de los ataques de pánico” (Próxima publicación Akadia-Herder. 2024).
- Libro: “Anche le supereroi vano a terapie” (Edición italiana Alpes, 2022)
- Libro: “Problemas, solución y cambio. Manual de terapia sistémica breve” (RIL ed. 2022)
- Libro: “De la vulnerabilidad a la capacidad de sobrevivir” (Akadia 2022)
- Libro: “Ser y hacer en la docencia. diseño de un taller para la exploración de prácticas docentes”. (Editorial Generis. 2023)
- Libro “Terapia breve con parejas. Modelos integrativos sistémicos. guías para una práctica efectiva. (con Marcelo R. Ceberio, Felipe García y Mark Beyebach. (Gedisa, 2023)
- Libro: “INVESTIGAR. Integración de modelos en investigación. Aportes sistémicos, cognitivos y de Neurociencias” (Próxima publicación Akadia-Herder. 2024).
- Libro: “Conversaciones con Paul Watzlawick”. Coautor con P. Watzlawick. (Próxima Publicación Akadia-Herder. 2024).
- Libro: “Claves en la terapia sistémica” coautor con Paul Watzlawick. (Próxima publicación Akadia-Herder, 2024).
- Libro “Cenerentole e brutti anatroccoli. Dalla svalutazione a la buona autoestima”. (edición italiana alpes, 2024)
- Libro: “Yo terapeuta. Ética y responsabilidad”. (Próxima pub. Akadia-Herder).
- Libro: “Mitos y desmitificaciones de la psicoterapia”. (Akadia-Herder. 2024).
- Libro: “Hasta que la vida nos separe. El buen convivir de los ex cuando se acabó el amor se acaba”. (Próxima publicación. Akadia-Herder)
- Libro: “Ciencia y arte del cambio. La Terapia breve de Palo Alto”. (Próxima publicación Akadia-Herder).
- Libro: “El dios Pan está al acecho. Los trastornos de pánico”. (Próxima publicación Akadia-Herder.).
- Libro: “Ver, oir y actuar en psicoterapia” (Con Sonia Rodriguez, (Próxima publicación Akadia-Herder. 2024).
- Libro: “Amor en psicoterapia. Estrategias y técnicas sistémicas para parejas” Con Sandro Giovanazzi (Próxima publicación Akadia-Herder).
- Libro: Psicodrama sistémico: esculturas, psiconarraciones y máscaras en psicoterapia. Con Sandro Giovanazzi (Próxima publicación Akadia-Herder)

### Capítulos de libros
- Libro: Artículo en “Teoría y técnica de la psicoterapia sistémica”. Cap: “Historia del romance de la locura y la sociedad” (Nadir. 1991 y ECUA 1992/93/94).

- Libro: Artículo en “Terapia breve, filosofía y arte”. G. Nardone y P. Watzlawick, compiladores. (Herder. 1999) Cap: “Hacia la construcción de un paradigma”.
- Libro: Artículo “Se mata a quien se quiere. Los juegos del mal amor”. En “El baile de la pareja”. Compilación de Luz de Lourdes Eguiluz. (Pax México 2007)
- Libro: Artículo “Cuarta edad, violencia y segregación” en Regina Giraldo “Violencia y terapia familiar”. (Ed Universitaria. 2009)
- Libro: Artículo “Nació en Bonifacio y Doblas” en el libro “Experiencias terapéuticas, todos fracasos” de Horacio Serebrinsky. (Psicolibro 2011).
- Libro: Artículo: “Tratamiento sistémico en fobias y pánico” en “Pensamiento sistémico”. Compilación de Raul Medina (UDG 2014)
- Libro: artículo/capítulo “Modelo sistémico” en “Nuevas ciencias de la conducta” compilador B. Kerman (UFLO 2015)
- Libro: “Coloquio del amor”. Autores varios Capítulo Ciencia y amor: una conversación sobre monos, vulnerables y cerebro. (Ministerio de planificación federal. Colección patria es el otro II. 2015)
- Libro: Artículo “Acciones en acción. Uso de prescripciones en parejas discutidoras”, en “Manual de terapia sistémica breve”. Compilador Felipe García. (Ed. Ril 2015)
- Libro: Capítulo “Tratamiento sistémico en trastornos alimentarios” (Con Graciela Piatti); en “Manual de terapia sistémica breve”. Compilador Felipe García. (Ed. Ril 2015)
- Libro: Presentación del libro “Manual de técnicas de psicoterapia breve. Aportes desde la terapia sistémica” de Felipe García Martinez y Hardy Schaefer. (2015)
- Libro: Capítulo “Nuestra casa, Nuestro mundo” en “Remodela tu casa” de Damian Revelli (Granica. 2018)
- Libro: capítulo “El cambio en acciones. La terapia sistémica: uso de tareas en el tratamiento de parejas” en “Manual latinoamericano de terapia de pareja, Volúmen 2” de Oswaldo Rodriguez y Juan Manuel Gonzalez. (2019)
- Libro: “Dos humanos reales y muchos fantasmas. El genograma de pareja y el diseño de escudos familiares” en  “Manual latinoamericano de terapia de pareja, Volumen 2” de Oswaldo Rodriguez y Juan Manuel Gonzalez.(2019)
- Libro: “De la epistemologia de las ciencias postmodernas a un paradigma sociocultural ¿EL modelo sisémico, va en esa dirección?” en Libro del “2º congreso latinoamericano de Terapia familiar sistémica en Bolivia: creatividad e innovación”.
- Libro: “La felicidad vive en el conurbano” de Beto Casella. Colaboración. (Planeta)
- Libro: Biografía de Gigi Onnis. l'umiltà, il calore e la conoscenza di un Maestro

### Prólogos en libros
- “Miedo, pánico y fobias” de Giorgio Nardone. (Herder. 1998)
- “El individuo en el sistema” de Helm Stierlin. Conjuntamente con Paul Watzlawick. (Herder. 1997).
- “El concepto de mente en G. Bateson” de Martín Wainstein. Conjuntamente con Paul Watzlawick. (UBA. 1997).
- “La palabra del cuerpo” de Luigi Onnis. Conjuntamente con Paul Watzlawick. (Herder. 1997).
- “Terapia breve, filosofía y arte”. G. Nardone y P. Watzlawick, compiladores. (Herder. 1999)
- “Terapia breve en casos intimidantes”. R. Fisch y Karin Schlanger (Herder. 2002)
- “El Rorschach a la luz de la terapia gestáltica”. Delia Buendía. (JFK. 2005)
- “Invisible ante tus ojos”. Santiago Melendez Avella. (P. 2008)
- “Un viaje circular”. Horacio Serebrinsky (Cuatro vientos 2009)
- “Miedo del miedo. Los trastornos de angustia”. Berenice Torres, Jesus Romo, Sylvia Oller. (2009)
- “La persona”. Theodoro Lidz. (Herder. 2013)
- “Vínculos afectivos: Formación, desarrollo y pérdida. John Bowlby (Morata. 2014)
- “Historias de amores que matan” de Patricia Faur (Ediciones B. 2014)
- “Manual de terapia sistémica breve”. Felipe Garcia. (Ed. RIL. 2015)
- “Las moléculas de la emoción”. Candace Pert. (Herder. 2018)
- Soluciones prácticas” de Bernardo Stamateas (Ediciones B 2019)
- “Internacionalización conectiva. El currículo en un mundo en red” de María Verónica Peña. (U Católica de Guayaquil. 2019)
- “Los vendedores son hombres de palabra” de Claudio Fontana (Pluma digital 2019)
- “Transformaciones y tensiones en el vínculo erótico afectivo contemporáneo Algunas reflexiones para su comprensión e intervención” de Maria cristina Giraldo y Diana Gonzalez Bedoya (2019)
- Pon el corazón en tu cerebro” de Gema Sanchez Cuevas y Valeria Sabater Zarno. (Ediciones B)
- “La adolescencia hoy” de Pablo Concha Ponce y Felipe García (Ril)
- “Que digo cuando digo te amo” de Gabriel Cartaña (Del sur. 2020)
- “El presente de la historia. De la impronta relacional a la construcción de la personalidad” de Fernandez Moya y Federico Richard (2020) (UDA)
- “Reinventarse es hora de cambiar” de Gabriela Celasco (2021)
- “Resiliencia y abuso sexual infantil: ¿cómo sobrevivir al ASI?” de Tamara Habijan (2021)
- “Prevención al alcance de todos: El sentido común al rescate” de Stella Anaya y Cecilia Dratch (Psicolibro. 2021)
- “Aportes del Mindfulness a la psicoterapia. Claves para el tratamiento de la ansiedad”. Gonzalo Pereyra (AKADIA. 2023
- “Provocar el cambio”. Reynaldo Perrone y Yara Naufal (Morata. 2023)
- “Compendio de técnicas, tácticas y prescripciones psicoterapéuticas” de James Robles y Armando Astete (2023)
- “La niña mágica” ITFAS (2023)
- "Cuidado con la falsa psicología” Bismarck Pinto (2023)
- “Historias de consultorio” de Esther Cisneros. (Acadia 2023)
- Curso de actualización para médicos. Prescripción de la actividad física para personas adultas. Marcelo Monsignori. (2023)